# Europees Go Congres

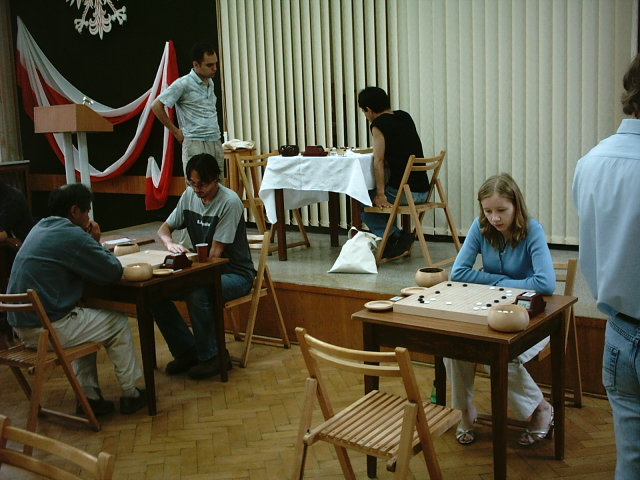
Europees Kampioenschap

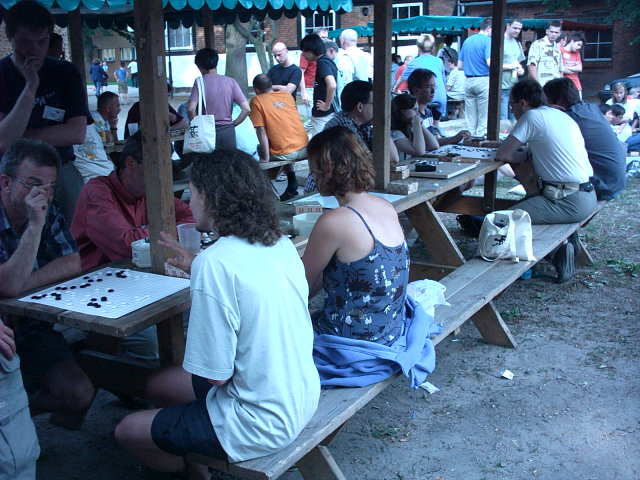
Vriendschappelijke partijen

Het Europees Go Congres is het grootste evenement op het gebied van Go in Europa. Het wordt jaarlijks gehouden, ieder jaar in een ander Europees land. Het duurt twee weken, in de zomer, meestal de laatste week van juli en de eerste van augustus.
Op het Congres worden een aantal toernooien gehouden. Het belangrijkste, dat daarom ook wel bekendstaat als het 'hoofdtoernooi' is het Europees kampioenschap. De winnaar van dit toernooi is open Europees kampioen; de 'echte' Europees kampioen was voorheen de hoogst geklasseerde Europeaan, maar wordt tegenwoordig bepaald in een apart knock-outtoernooi tussen 32 van de sterkste Europese spelers. Het Europees kampioenschap is in aantal deelnemers veruit het grootste toernooi van Europa, en kan tot over 600 deelnemers tellen, variërend in sterkte van beginners tot professionele sterkte. Door het gebruik van het McMahon-systeem krijgt toch iedereen een passende tegenstander.
Meest 's avonds, maar ook 's middags, wordt er ook een aantal bijtoernooien gehouden, zoals een vluggertoernooi, een toernooi voor paren, een toernooi op 9x9 enzovoort. Ook wordt het toernooi bezocht door professionele spelers vanuit Japan, Zuid-Korea en China, waar de sterkste Go-spelers vandaan komen, die simultaans spelen en partijcommentaar geven.
| Toernooien en winnaars | Toernooien en winnaars                | Toernooien en winnaars                | Toernooien en winnaars                |
| Jaar                   | Plaats                                | Open kampioen                         | Kampioen                              |
| ---------------------- | ------------------------------------- | ------------------------------------- | ------------------------------------- |
| 1957                   | Cuxhaven (D)                          | Fritz Dueball (D)                     | Fritz Dueball (D)                     |
| 1958                   | Altenmarkt (A)                        | Fritz Dueball (D)                     | Fritz Dueball (D)                     |
| 1959                   | Oberwarmensteinach (D)                | Fritz Dueball (D)                     | Fritz Dueball (D)                     |
| 1960                   | Oud-Poelgeest (NL)                    | Günter Ciessow (D)                    | Günter Ciessow (D)                    |
| 1961                   | Baden (A)                             | Wichard von Alvensleben (D)           | Wichard von Alvensleben (D)           |
| 1962                   | Garmisch-Partenkirchen (D)            | Wichard von Alvensleben (D)           | Wichard von Alvensleben (D)           |
| 1963                   | Barsinghausen (D)                     | Wichard von Alvensleben (D)           | Wichard von Alvensleben (D)           |
| 1964                   | Scheveningen (NL)                     | Wichard von Alvensleben (D)           | Wichard von Alvensleben (D)           |
| 1965                   | Mníšek pod Brdy (CS)                  | Jürgen Mattern (D)                    | Jürgen Mattern (D)                    |
| 1966                   | Londen (UK)                           | Jürgen Mattern (D)                    | Jürgen Mattern (D)                    |
| 1967                   | Staufen (D)                           | Zoran Mutabzija (YU)                  | Zoran Mutabzija (YU)                  |
| 1968                   | West-Berlijn (D)                      | Jürgen Mattern (D)                    | Jürgen Mattern (D)                    |
| 1969                   | Ljubljana (YU)                        | Manfred Wimmer (A)                    | Manfred Wimmer (A)                    |
| 1970                   | Wenen (A)                             | Jürgen Mattern (D)                    | Jürgen Mattern (D)                    |
| 1971                   | Bristol (UK)                          | Zoran Mutabzija (YU)                  | Zoran Mutabzija (YU)                  |
| 1972                   | Enschede (NL)                         | Jürgen Mattern (D)                    | Jürgen Mattern (D)                    |
| 1973                   | Sprendlingen (D)                      | Jürgen Mattern (D)                    | Jürgen Mattern (D)                    |
| 1974                   | Zagreb (YU)                           | Manfred Wimmer (A)                    | Manfred Wimmer (A)                    |
| 1975                   | Krems (A)                             | Jürgen Mattern (D)                    | Jürgen Mattern (D)                    |
| 1976                   | Cambridge (UK)                        | Patrick Merissert (F)                 | Patrick Merissert (F)                 |
| 1977                   | Rijswijk (NL)                         | Wolfgang Isele (D)                    | Wolfgang Isele (D)                    |
| 1978                   | Parijs (F)                            | Helmut Hasibeder (A)                  | Helmut Hasibeder (A)                  |
| 1979                   | Königswinter (D)                      | Jürgen Mattern (D)                    | Jürgen Mattern (D)                    |
| 1980                   | Mali Lošinj (YU)                      | Matthew Macfadyen (UK)                | Matthew Macfadyen (UK)                |
| 1981                   | Linz (A)                              | Rob van Zeijst (NL)                   | Rob van Zeijst (NL)                   |
| 1982                   | Kopenhagen (DK)                       | Ronald Schlemper (NL)                 | Ronald Schlemper (NL)                 |
| 1983                   | Edinburgh (UK)                        | Janusz Kraszek (PL)                   | Janusz Kraszek (PL)                   |
| 1984                   | Porrentruy (CH)                       | Hong Tay You (KOR)                    | Matthew Macfadyen (UK)                |
| 1985                   | Terschelling (NL)                     | Ronald Schlemper (NL)                 | Ronald Schlemper (NL)                 |
| 1986                   | Boedapest (HU)                        | Ronald Schlemper (NL)                 | Ronald Schlemper (NL)                 |
| 1987                   | Grenoble (F)                          | Matthew Macfadyen (UK)                | Matthew Macfadyen (UK)                |
| 1988                   | Hamburg (D)                           | Tibor Pocsai (HU)                     | Tibor Pocsai (HU)                     |
| 1989                   | Niš (YU)                              | Matthew Macfadyen (UK)                | Matthew Macfadyen (UK)                |
| 1990                   | Wenen (A)                             | Rob van Zeijst (NL)                   | Rob van Zeijst (NL)                   |
| 1991                   | Namen (BE)                            | Shu-tai Zhang (CHI)                   | Alexei Lazarev (USSR)                 |
| 1992                   | Canterbury (UK)                       | Takashi Matsumoto (JA)                | Alexei Lazarev (USSR)                 |
| 1993                   | Praag (CZ)                            | Rob van Zeijst (NL)                   | Rob van Zeijst (NL)                   |
| 1994                   | Maastricht (NL)                       | Guo Juan (NL)                         | Guo Juan (NL)                         |
| 1995                   | Tuchola (PL)                          | Guo Juan (NL)                         | Guo Juan (NL)                         |
| 1996                   | Abano Terme (IT)                      | Guo Juan (NL)                         | Guo Juan (NL)                         |
| 1997                   | Marseille (F)                         | Lee Hyuk (KOR)                        | Guo Juan (NL)                         |
| 1998                   | Mamaia (RO)                           | Lee Hyuk (KOR)                        | Robert Mateescu (RO)                  |
| 1999                   | Podbanské (SK)                        | Alexandr Dinerchtein (RU)             | Alexandr Dinerchtein (RU)             |
| 2000                   | Strausberg (D)                        | Lee Hyuk (KOR)                        | Alexandr Dinerchtein (RU)             |
| 2001                   | Dublin (IRL)                          | Andrei Kulkov (RU)                    | Andrei Kulkov (RU)                    |
| 2002                   | Zagreb (HR)                           | Alexandr Dinerchtein (RU)             | Alexandr Dinerchtein (RU)             |
| 2003                   | Sint-Petersburg (RU)                  | Hong Seul Ki (KOR)                    | Alexandr Dinerchtein (RU)             |
| 2004                   | Tuchola (PL)                          | Youn Kwang Sun (KOR)                  | Alexandr Dinerchtein (RU)             |
| 2005                   | Praag (CZ)                            | Alexandr Dinerchtein (RU)             | Alexandr Dinerchtein (RU)             |
| 2006                   | Frascati (IT)                         | Park Chi Seon (KOR)                   | Svetlana Shikshina (RU)               |
| 2007                   | Villach (A)                           | Heong Seok Ui (KOR)                   | Ilya Shikshin (RU)                    |
| 2008                   | Leksand (S)                           | Park Jong Wook (KOR)                  | Catalin Taranu (RO)                   |
| 2009                   | Groningen (NL)                        | Kim Eunkuk (KOR)                      | Alexandr Dinerchtein (RU)             |
| 2010                   | Tampere (SF)                          | Ilya Shikshin (RU)                    | Ilya Shikshin (RU)                    |
| 2011                   | Bordeaux (F)                          | Kim Youngsam (KOR)                    | Ilya Shikshin (RU)                    |
| 2012                   | Bonn-Bad Godesberg (D)                | Song Jun Hyup (KOR)                   | Jan Simara (CZ)                       |
| 2013                   | Olsztyn (PL)                          | Fan Hui (FR)                          | Fan Hui (FR)                          |
| 2014                   | Sibiu (RO)                            | Tong Yulin (CHI)                      | Fan Hui (FR)                          |
| 2015                   | Liberec (CZ)                          | Wang Zheming (CHI)                    | Fan Hui (FR)                          |
| 2016                   | Sint-Petersburg (RU)                  | Kim Youngsam (KOR)                    | Ilya Shikshin (RU)                    |
| 2017                   | Oberhof (D)                           | Zhang Tao (CHI)                       | Ilya Shikshin (RU)                    |
| 2018                   | Pisa (IT)                             | Yoon Namgi (KOR)                      | Ilya Shikshin (RU)                    |
| 2019                   | Brussel (BE)                          | Tun Sengyun (CHI)                     | Ilya Shikshin (RU)                    |
| 2020                   | niet gehouden vanwege de Coronacrisis | niet gehouden vanwege de Coronacrisis | niet gehouden vanwege de Coronacrisis |
| 2021                   | niet gehouden vanwege de Coronacrisis | niet gehouden vanwege de Coronacrisis | niet gehouden vanwege de Coronacrisis |
| 2022                   | Vatra Dornei (RO)                     | Won Jin Choi (KOR)                    | Benjamin Dréan-Guénaïzia (FR)         |
| 2023                   | Markkleeberg (D)                      | Ryu Insu (KOR)                        | Andrij Kravets (UKR)                  |
| 2024                   | Toulouse (FR)                         | Ji Tae Kim (KOR)                      | Andrij Kravets (UKR)                  |
| 2025                   | Warschau (PL)                         |                                       |                                       |